# 龙波舟
龙波舟（1959年—），中华人民共和国男性政治人物，江西永新人，中共党员。

## 生平
龙波舟籍贯永新县禾川镇，早年在家乡永新县下辖的乡镇政府、县检察院任职，期间在江西省委党校科学社会主义专业理论班深造，1986年以后进入吉安地区行署任职，先后担任行署办公室秘书科副科长、科长、办公室副主任、吉安地区（吉安市）劳动局副局长、吉安市人民政府副秘书长、秘书长等职。
2010年，龙波舟转任中共井冈山市委副书记、市长，并兼任井冈山管理局党工委副书记、井冈山管理局局长。2012年7月，升任中共吉安市委常委、井冈山市委书记。2013年，他当选为第十二届全国人大代表，代表江西省选区，任职5年。2016年11月，当选为吉安市政协主席，直到2019年3月卸任。